# Augustin (Romênia)
Augustin é uma comuna romena localizada no distrito de Brașov, na região histórica da Transilvânia. A comuna possui uma área de 12.18 km² e sua população era de 1662 habitantes segundo o censo de 2007.